# زی‌اف‌اس
ZFS فایل‌سیستمی است که اولین بار توسط شرکت سان مایکروسیستمز برای سیستم‌عامل سولاریس طراحی شد. ZFS قابلیت‌های زیادی دارد که از آن یک سیستم فایل مدرن ساخته است. برخی از این قابلیت‌ها عبارتند از: پشتیبانی از ظرفیت بالا و بسیار بالا برای محیط ذخیره‌سازی، محافظت از اطلاعات در برابر آسیب‌دیدگی، پشتیبانی از تصویر لحظه‌ای، سهمیه‌بندی دیسک، رمزنگاری اطلاعات، فشرده‌سازی اطلاعات، جلوگیری از ذخیره شده اطلاعات تکراری بر روی دیسک، و ... ZFS در ابتدا به صورت یک نرم‌افزار آزاد پیاده‌سازی شد و تحت پروانه توسعه و توزیع مشترک منتشر می‌شد، اما بعد از اینکه شرکت اوراکل اقدام به خریداری شرکت سان مایکروسیستمز کرد، ZFS به صورت یک نرم‌افزار انحصاری درآمد. در حال حاضر اکثر سیستم‌عامل‌های مدرن مانند سولاریس، فری‌بی‌اس‌دی و مشتقات آن از ZFS پشتیبانی می‌کنند.

## تاریخچه
ZFS اولین بار در شرکت سان مایکروسیستمز توسط تیمی به رهبری جف بانویک و متیو اهرنس طراحی و پیاده‌سازی شد. با اینکه توسعه ZFS در سال ۲۰۰۱ شروع شده بود، اولین بار در ۱۴ سپتامبر ۲۰۰۴ معرفی شد.